# 1920 en Bretagne
 Chronologie de la Bretagne
- 1916
- 1917
- 1918
- 1919
- 1920
- 1921
- 1922
- 1923
- 1924

Cette page recense des événements qui se sont produits durant l'année 1920 en Bretagne.

## Société

### Naissances

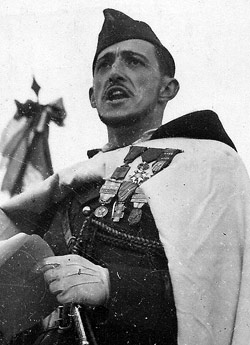
Charles Le Goasguen

- 15 février : René Guy Cadou, poète[1].

- 3 mai : Maurice Halna du Fretay, héros des Forces aériennes françaises libres[1].

- 4 mai à Brest : Charles Le Goasguen (décédé le 5 juillet 1995 à Brest), militaire, Compagnon de la Libération et homme politique français.

- 5 juin à Brest : Michel Abalan, décédé le 16 février 2000 à Saint-Renan dans le Finistère et enterré à Porspoder, officier des Forces françaises libres, Compagnon de la Libération.

- 6 septembre à Brest : Henri Beaugé-Berubé, né Henri Eugène Marie Beaugé , mort le 16 janvier 2015 à Paris[2], militaire français, compagnon de la Libération.

## Culture

### Littérature
- Pêcheurs bretons d'Auguste Dupouy[1].